# Dennis Man
Dennis Man (Vladimirescu, 26 de agosto de 1998) es un futbolista rumano que juega en la demarcación de centrocampista en el PSV Eindhoven de la Eredivisie de Países Bajos.

## Selección nacional
Tras jugar con la selección sub-19 de Rumania y la sub-21, finalmente hizo su debut con la selección absoluta el 27 de marzo de 2018 en un partido amistoso contra Suecia que finalizó con un resultado de 1-0 a favor del combinado rumano tras el gol de Dorin Rotariu.

### Participaciones en Eurocopas
| Copa          | Sede     | Resultado        | Partidos | Goles |
| ------------- | -------- | ---------------- | -------- | ----- |
| Eurocopa 2024 | Alemania | Octavos de final | 4        | 0     |

### Goles internacionales
| #  | Fecha                    | Estadio                                                | Oponente             | Gol | Resultado | Competición                         |
| -- | ------------------------ | ------------------------------------------------------ | -------------------- | --- | --------- | ----------------------------------- |
| 1  | 10 de junio de 2019      | Estadio Nacional Ta' Qali, Ta' Qali, Malta             | Malta                | 0-4 | 0-4       | Clasificación para la Eurocopa 2020 |
| 2  | 2 de septiembre de 2021  | Laugardalsvöllur, Reikiavik, Islandia                  | Islandia             | 0-1 | 0-2       | Clasificación para el Mundial 2022  |
| 3  | 14 de noviembre de 2021  | Rheinpark Stadion, Vaduz, Liechtenstein                | Liechtenstein        | 0-1 | 0-2       | Clasificación para el Mundial 2022  |
| 4  | 29 de marzo de 2022      | Estadio de Netanya, Netanya, Israel                    | Israel               | 0-2 | 2-2       | Amistoso                            |
| 5  | 26 de septiembre de 2022 | Estadio Rapid-Giulești, Bucarest, Rumania              | Bosnia y Herzegovina | 1-0 | 4-1       | Liga de Naciones de la UEFA 2022-23 |
| 6  | 25 de marzo de 2023      | Estadio Nacional de Andorra, Andorra la Vieja, Andorra | Andorra              | 0-1 | 0-2       | Clasificación para la Eurocopa 2024 |
| 7  | 22 de marzo de 2024      | Arena Națională, Bucarest, Rumania                     | Irlanda del Norte    | 1-1 | 1-1       | Amistoso                            |
| 8  | 6 de septiembre de 2024  | Estadio Fadil Vokrri, Pristina, Kosovo                 | Kosovo               | 0-1 | 0-3       | Liga de Naciones de la UEFA 2024-25 |
| 9  | 12 de octubre de 2024    | AEK Arena - Georgios Karapatakis, Lárnaca, Chipre      | Chipre               | 0-1 | 0-3       | Liga de Naciones de la UEFA 2024-25 |
| 10 | 10 de junio de 2025      | Arena Națională, Bucarest, Rumania                     | Chipre               | 2-0 | 2-0       | Clasificación para el Mundial 2026  |

## Clubes
| Club          | País         | Año       | Partidos | Goles |
| ------------- | ------------ | --------- | -------- | ----- |
| FC UTA Arad   | Rumania      | 2015-2016 | 38       | 16    |
| FCSB II       | Rumania      | 2016-2017 | 15       | 6     |
| FCSB          | Rumania      | 2017-2021 | 145      | 48    |
| Parma Calcio  | Italia       | 2021-2025 | 142      | 28    |
| PSV Eindhoven | Países Bajos | 2025-     |          |       |

## Palmarés

### Campeonatos nacionales
| Título          | Club              | País    | Año  |
| --------------- | ----------------- | ------- | ---- |
| Copa de Rumania | FCSB              | Rumania | 2020 |
| Serie B         | Parma Calcio 1913 | Italia  | 2024 |

### Distinciones individuales
| Distinción                | Año  |
| ------------------------- | ---- |
| Futbolista Rumano del año | 2020 |